# Almont (Michigan)
Almont is een plaats (village) in de Amerikaanse staat Michigan, en valt bestuurlijk gezien onder Lapeer County.

## Demografie
Bij de volkstelling in 2000 werd het aantal inwoners vastgesteld op 2803.
In 2006 is het aantal inwoners door het United States Census Bureau geschat op 2854, een stijging van 51 (1,8%).

## Geografie
Volgens het United States Census Bureau beslaat de plaats een oppervlakte van
3,9 km², geheel bestaande uit land. Almont ligt op ongeveer 259 m boven zeeniveau.

## Plaatsen in de nabije omgeving
De onderstaande figuur toont nabijgelegen plaatsen in een straal van 16 km rond Almont.